# Сил (Болцано)
Сил је насеље у Италији у округу Болцано, региону Трентино-Јужни Тирол.
Према процени из 2011. у насељу је живело 38 становника. Насеље се налази на надморској висини од 329 м.